# Нико Жупанич
Нико Жупанич (словен. Niko Županič; Грибље, 1. децембар 1876 — Љубљана, 11. септембар 1961) је био најмлађи у низу словеначких научника који су се бавили антропологијом до Другог светског рата, односно до средине двадесетог века.

## Биографија
Студирао је у Бечу поред осталих дисциплина и антропологију, а докторирао је 1903. године са тезом "Долазак Словена на југ". На позив Јована Цвијића 1907. године дошао је у Београд, где је 1914. постао кустос Етнографског музеја. Од 1923. године је био директор Етнографског музеја у Љубљани.
Најзначајније дело му је Етногенеза Југословена, објављено 1920. године у Загребу и посвећено оснивању Краљевине Срба, Хрвата и Словенаца. Интересантно је поменути да је написано за време Првог светског рата и да је ово дело првобитно било намењено енглеској читалачкој публици. (Жупанич, Н.: Етногенеза Југословена, Рад ЈАЗУ, 222, Загреб 1920)